# Carl Swartz
Carl Johan Gustaf Swartz (5 tháng 6 năm 1858 – 6 tháng 11 năm 1926)là chính trị gia cánh hữu giữa chức Thủ tướng Thụy Điển từ 30 tháng 3 năm 1917 đến 19 tháng 10 năm 1917. Ông còn là Bộ trưởng Tài chính từ năm 1906 đến năm 1911. Ông kết hôn với Dagmar Lundström năm 1886, và có với nhau 3 người con, Erik, Brita và Olof.